# Veronica Moser
Pour les articles homonymes, voir Moser.
Veronica Moser (née le 29 février 1964 et décédée le 1er juillet 2020) est une actrice pornographique autrichienne.

## Carrière
Moser travaille d'abord comme secrétaire, puis commence à travailler à temps partiel en tant que modèle pour des nus, puis pour des photos porno. Dans les années 1980, elle commence à travailler comme actrice porno : son premier film porno est le troisième film de la série sur Josefine Mutzenbacher (1982). Fin 1992, elle tourne un premier film dans le domaine de la coprophilie.
Au cours des années 1990, elle est particulièrement active dans les films de la série Sperrgebiet et joue des rôles de soumission. Elle a joué dans plus de 120 films porno, dont la grande majorité étaient liés à la coprophilie. Moser est l'actrice la plus connue dans le monde pour ce type de pornographie.
À partir de 2007, elle se concentre sur la pornographie fétichiste (avec du caoutchouc, du latex, des piercings, des tatouages, etc.) et adopte le nom de scène « Pornarella ». En août 2008, elle revient au business de la coprophilie et annonce sur son site Internet qu'elle ferait un nouveau film chaque mois, uniquement disponible en ligne.
Moser s'est installée à Berlin où elle s'est mariée. Elle meurt en 2020 d'une hémorragie intracérébrale.

## Anecdotes
Le groupe de rock Espiritos Zombeteiros a dédié une chanson à Moser.

## Filmographie (sélection)
- 1982 : Josefine Mutzenbacher - Comment elle était vraiment (partie 3)
- 1983 : Diamond Baby
- 1985 : Inside
- 1992 : Lady Gourmet
- 1992 : Sperrgebiet 3
- 1995 : Sperrgebiet 6 - Auch hübsche Frauen müssen scheißen
- 1997 : Liquid Shit - Veronica Moser the Scat Queen
- 2006 : Shitmaster
- 2008 : Brown Reunion